# Почётный гражданин Архангельска
Почётный граждани́́н го́рода Арха́нгельска — почётное звание, присуждаемое за большой вклад в культуру, науку, экономику Архангельска, за особые заслуги в хозяйственном и социально-культурном строительстве города. Присваивается не более чем один раз в год, решением главы городского самоуправления (глава администрации муниципального образования «Город Архангельск») или Архангельской городской думы.

## История звания
Впервые звание было учреждено в 1867 году Архангельской городской думой и присвоено архангельскому губернатору Сергею Гагарину (1818—1870). Впоследствии звание неоднократно присваивалось вплоть до отмены его в 1917 году, после Октябрьской революции. Сохранились достоверные сведения только о пятерых дореволюционных почётных гражданах, хотя иногда к ним относят ещё нескольких деятелей, например архангельского губернатора Гартинга.
19 ноября 1974 года решением Архангельского горисполкома звание «Почётный гражданин Архангельска» было восстановлено. Оно сразу же было присвоено четырём архангелогородцам (ректору АЛТИ И. М. Боховкину и трём Героям Социалистического Труда — капитану дальнего плавания А. И. Вешнякову, строителю-экскаваторщику М. М. Кузнецову и рамщику лесопильного потока А. И. Попову.
В 1976 году на Троицком проспекте Архангельска, напротив здания медицинского института была установлена стела Почётных граждан, на которой были размещены памятные таблички с именами носителей звания, в том числе и дореволюционных. В 2011 году был произведён капитальный ремонт стелы, обновлены панно и таблички.
Звание было присвоено 36 раз, причём дважды — посмертно.

## Процедура присуждения звания
Ходатайство о присвоении звания «Почётный гражданин города Архангельска» могут вносится ежегодно не позднее 1 марта, любыми организациями и общественными объединениями в форме подписных листов. Подписные листы должны содержать не менее 1 % подписей жителей каждого территориального округа города, зарегистрированных на территории округа и достигших возраста 18 лет.
Далее, все поступающие в адрес Архангельского городской думы, мэра города и мэрии города Архангельска предложения о присвоении звания передаются комиссии по рассмотрению материалов и ходатайств о присвоении звания «Почётный гражданин города Архангельска», оформляются по установленной форме и готовятся для рассмотрения на сессии Архангельской городской думы.
Сессия Архангельской городской думы по вопросу о присвоении звания проводится, как правило, не реже одного раза в четыре года и в канун Дня города. По каждой кандидатуре проводится тайное голосование. Решение считается положительно принятым, в случае 20 голосов за присвоение звания, от установленного числа депутатов.
Лицам, удостоенным звания «Почётный гражданин города Архангельска», в День города, лично мэром Архангельска вручается соответствующая знак и лента, грамота и удостоверение.
Звание не может быть присвоено лицам, которые имеют неснятую или непогашенную судимость.
Звание может быть присвоено только лицам, ранее награждённым знаком «За заслуги перед городом Архангельском». При этом звание «Почётный гражданин города Архангельска» присваивается, как правило, не ранее чем через три года после награждения лица знаком «За заслуги перед городом Архангельском».(правило действует с 2004 года)

## Права удостоенного звания
Согласно «Положению о почётном гражданине города Архангельска», утверждённого решением Архангельского
городского Совета депутатов от 2 апреля 1997 года:
- Звание «Почётный гражданин города Архангельска» является пожизненным и не может быть отозвано.
- Лицу, удостоенному звания, вручается грамота, знак и лента Почётного гражданина города Архангельска и оформляется заказ на написание портрета. Также, ему выдается специальное удостоверение подтверждающее факт присвоения звания.
- Имена всех почётных граждан (в хронологическом порядке, начиная с 1867 года) заносятся на городской стенд и в книгу «Почётные граждане города Архангельска», которая постоянно хранится в мэрии города Архангельска.
- Почётному гражданину Архангельска ежемесячно выплачивается 8000 рублей, а также ещё 2000 рублей — ко Дню города в размере, за счёт средств городского бюджета.
- Мэрия поддерживает связь и организует социальную защиту Почётных граждан.
- Почётные граждане приглашаются Архангельским городской думой и мэром города на мероприятия, посвящённые государственным праздникам (например День города) и другим важным событиям.
- После смерти лица, удостоенного звания, все регалии (знак, лента, грамота), передаются на хранение в областной краеведческий музей, если наследниками не принято иное решение. Также, мэрия города осуществляет общественные похороны Почётного гражданина и берёт на себя расходы по оплате ритуальных услуг при погребении и установке памятника.

## Список почётных граждан Архангельска

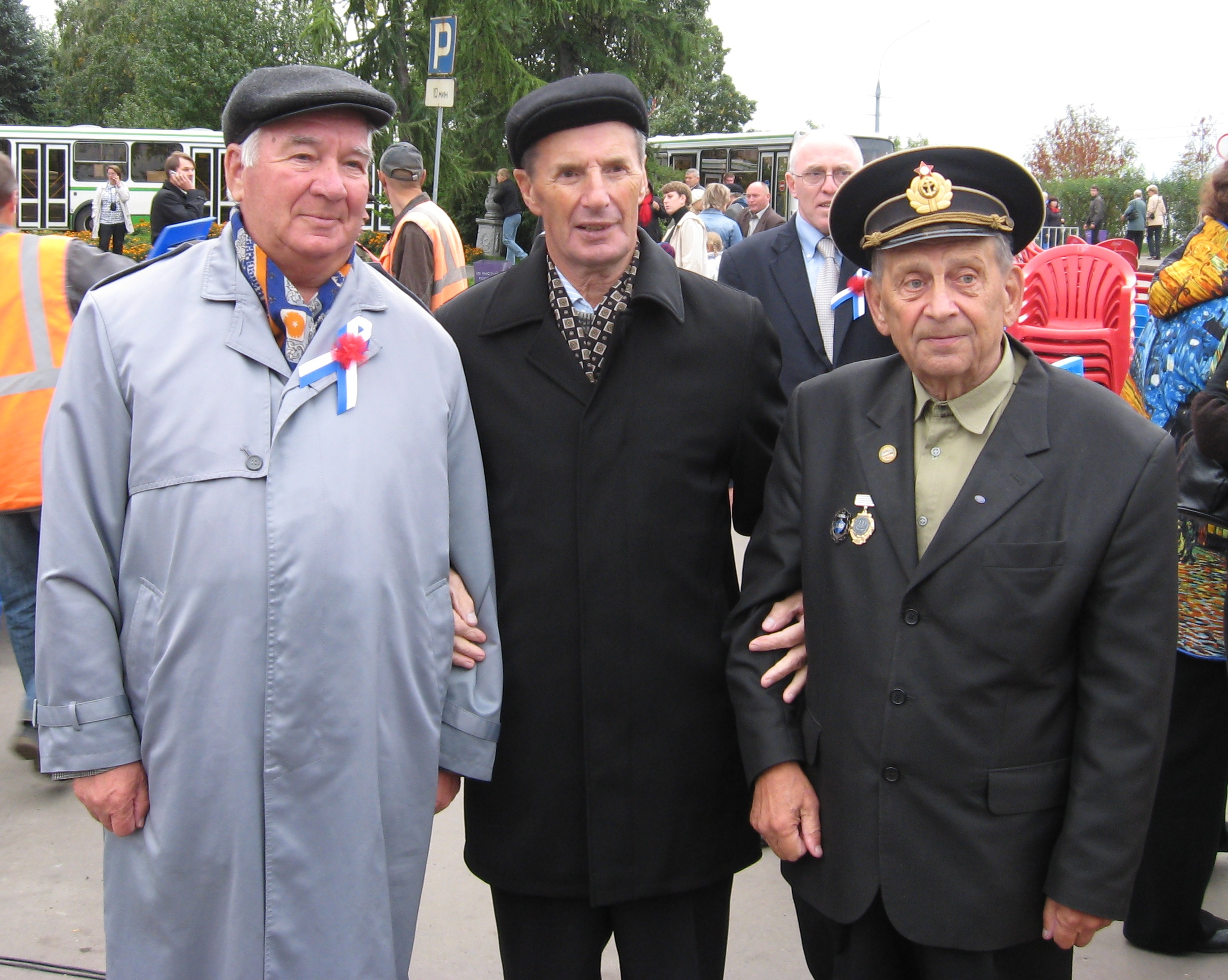
Почётные граждане Архангельска Павел Балакшин (в центре) и Геннадий Попов (справа) на церемонии открытия стелы «Город воинской славы» в Архангельске

Звание «Почётный гражданин города Архангельска» присваивалось гражданам Российской империи с 1867 года по 1917 год, а также гражданам СССР и России с 1974 года. Звание было присуждено 34 гражданам (из них 5 человек — в годы существования Российской империи, 14 человек — в годы существования СССР, 15 человек — в постсоветское время. На Троицком проспекте Архангельска, расположена стела Почётных граждан города, где на табличках написаны имена всех Почётных граждан.
За время своего существования, звание дважды присваивалось посмертно (Борису Попову и Зосиме Калашникову). Наибольшее количество присвоение данного звания в год (5 человек), произошло в 1984 году, в канун 400-летия Архангельска.
Среди удостоенных звания, в профессиональном отношении преобладают политические деятели (8 человек, среди них все 5 дореволюционных почётных граждан), а также врачи (5 человек), ученые и деятели культуры (по 6 человек).

### 1867 год
- Гагарин, Сергей Павлович (1831—1870) — русский государственный деятель, губернатор Архангельской губернии (1867—1869)[4].

### 1870 год
- Качалов, Николай Александрович (1818—1891) — российский государственный деятель, тайный советник, директор Департамента таможенных сборов Министерства финансов, губернатор Архангельской губернии (1869—1870).

### 1887 год
- Галкин-Враской, Михаил Николаевич (1834—1916) — русский государственный деятель, член Государственного совета.

### 1895 год
- Хилков, Михаил Иванович (1834—1909) — русский государственный деятель, министр путей сообщения Российской Империи (в 1895—1905 годах).

### 1905 год
- Витте, Сергей Юльевич (1849—1915) — российский государственный деятель, Министр путей сообщения (1892), министр финансов (1892—1903), председатель Комитета министров (1903—1906), председатель Совета министров (1905—1906). Член Государственного совета (с 1903).

### 1974 год
- Боховкин, Иван Михайлович (1912—1979) — ученый-химик, профессор, ректор Архангельского лесотехнического института (1966—1979).
- Вешняков, Анатолий Иванович (1918—1995) — капитан дальнего плавания, Герой Социалистического Труда.
- Кузнецов, Максим Михайлович (1916—1999) — строитель-экскаваторщик, Герой Социалистического Труда (1966).
- Попов, Аркадий Иванович (1926—2018) — работник лесопильной промышленности, рамщик лесопильного потока ЛДК № 1 города Архангельска. Герой Социалистического Труда (1971).

### 1975 год
- Папанин, Иван Дмитриевич (1894—1986) — советский исследователь Арктики, доктор географических наук (1938), контр-адмирал (1943), дважды Герой Советского Союза (1937, 1940).

### 1978 год
- Шабалин, Александр Осипович (1914—1982) — контр-адмирал, дважды Герой Советского Союза.

### 1979 год
- Плотников, Сергей Николаевич (1909—1991) — актёр и режиссёр театра и кино, Народный артист СССР (1979), актёр Архангельского театра драмы.

### 1984 год
- Гемп, Ксения Петровна (1894—1998) — ученый-биолог, географ, краевед.
- Григорьев, Александр Александрович (род. 1937) — советский и российский строитель, Заслуженный строитель Российской Федерации.
- Завьялов, Борис Иванович (1937—1998) — рамщик лесопильного потока Соломбальского ЛДК города Архангельска. Герой Социалистического Труда (1974).
- Сидоровский, Анатолий Васильевич (1927—1989) — бригадир судосборщиков завода «Красная кузница», Герой Социалистического Труда (1966).
- Фруменков, Георгий Георгиевич (1919—1989) — историк, профессор, ректор Архангельского педагогического института им. М. В. Ломоносова.

### 1988 год
- Чажастый, Зигмунт (род. 1942[5]) — польский политик, первый секретарь Слупского воеводского комитета Польской объединённой рабочей партии.

### 1991 год
- Калашников, Зосима Петрович (1913—1991) — художник, автор оригинальных макетов старого Архангельска и Соломбалы, Заслуженный работник культуры РСФСР (1989) — звание почётного гражданина присвоено посмертно.

### 1993 год
- Волосевич, Еликанида Егоровна (1928—2008) — врач-хирург, главный врач Первой городской больницы Архангельска (1960—2008), Народный врач СССР.
- Коковин, Валерий Петрович (1928—2013[6]) — капитан дальнего плавания, Президент Ассоциации северных капитанов.

### 1995 год
- Загвоздина, Ангелина Павловна (1913—2003) — музыкант, педагог Музыкальной школы № 2 города Архангельска.
- Иванов, Владислав Дмитриевич (1929—2022) — деятель образовательной сферы в Архангельской области, директор средней школы № 6 города Архангельска, Заслуженный учитель РСФСР.

### 1996 год
- Подьякова, Татьяна Сергеевна (род. 1939) — главный врач областного клинического онкологического диспансера (с 1969 года), Заслуженный врач Российской Федерации.

### 1997 год
- Кудрявцев, Валерий Александрович (1941—2000) — детский хирург, профессор, ректор Архангельского государственного медицинского института, заслуженный врач Российской Федерации.

### 1999 год
- Попов, Борис Вениаминович (1909—1993) — советский партийный деятель, 1-й секретарь Архангельского обкома КПСС (1967—1983) — звание присвоено посмертно
- Миткевич, Мая Владимировна (род. 1938) — советский и российский искусствовед, директор Архангельского музея изобразительных искусств (с 1965), Заслуженный деятель искусств РСФСР.

### 2001 год
- Пиккель, Мария Владимировна (1911—2008) — врач-педиатр, профессор Архангельского государственного медицинского института, переводчик.

### 2002 год
- Мешко, Нина Константиновна (1917—2008) — советский и российский хормейстер, композитор, педагог, деятель народного искусства, художественный руководитель Государственного академического Северного русского народного хора, Народная артистка СССР (1980).
- Овсянкин, Евгений Иванович (1927—2010) — историк-краевед, автор более 100 книг об истории Архангельска и Архангельской области.

### 2007 год
- Попов, Геннадий Павлович (1928—2019[7]) — историк-краевед, создатель музея АМИ им. Воронина, Заслуженный работник культуры РСФСР (1984).

### 2008 год
- Насонов, Яков Александрович (1945—2023) — врач-хирург, главный хирург Архангельской области.

### 2011 год
- Балакшин, Павел Николаевич (1936—2024) — губернатор Архангельской области (с 1991 по 1996 год), мэр Архангельска (1996—2000).

### 2012 год
- Бурчевский, Владимир Николаевич (род. 1946) — директор Детской школы народных ремесел, народный мастер Российской Федерации, заслуженный работник культуры Российской Федерации[8].

### 2013 год
- Буторина, Татьяна Сергеевна (1946—2018[9]) — директор научно-образовательного центра «Ломоносовский институт» САФУ им. М. В. Ломоносова, доктор педагогических наук, профессор[10][11].

### 2018 год
- Парфёнов, Николай Дмитриевич (1937—2021[12]) — ветеран спорта, мастер спорта СССР по хоккею с мячом (1964), судья республиканской категории по хоккею с мячом (1978), глава фонда ветеранов хоккейной команды «Водник»[13].

### 2021 год
- Петрова, Валентина Николаевна (1935—2023) — председатель постоянной комиссии по патриотическому воспитанию и работе с молодежью в Совете Архангельской местной (городской) общественной организации ветеранов (пенсионеров) войны, труда, Вооруженных Сил и правоохранительных органов[14][15].